# Ланглуа, Жан Шарль
Жан Шарль Ланглуа (22 июля 1789, Бомон-ан-Ож — 1870) — французский художник-баталист, полковник Великой армии, участник Наполеоновских войн, создатель жанра батальной панорамы.

## Биография
Уроженец Нормандии, Ланглуа в 1806 году закончил парижскую Политехническую школу. Став офицером, сражался при Ваграме, где был адъютантом генерала Плозона, в ходе Пиренейских войн — в Каталонии, и в 1815 году — при Ватерлоо, где под ним были убиты две лошади. Был произведен в полковники в 26 лет.
После второй реставрации Бурбонов выслан из Парижа. В 1817 году снова получил разрешение жить в Париже, где учился у Ораса Верне, Жироде и барона Гро. Участвовал во французской интервенции в Испанию. В 1822 году Ланглуа впервые выставил на парижском салоне свою батальную картину, которая была отмечена медалью. С тех пор выставлялся регулярно на протяжении следующих 25 лет.
Хотя Ланглуа не был участником Русского похода, он создал, со слов своих боевых товарищей, картины, посвящённые битвам при Бородино и на Березине.
Обозревая в 1826 году панораму Афин, которую выставил в Париже художник Прево, Ланглуа придумал писать в формате панорам батальные сцены, став, таким образом, создателем этого жанра. Он же первый дополнил панораму предметами, которые клались перед панорамой, чтобы создать ощущение связи между зрителем и картиной.
Первые две батальные панорамы в истории, созданные Ланглуа, были посвящёны Наваринскому сражению и взятию Алжира, столицы одноименной страны, причем в этом втором бою неутомимый Ланглуа принимал личное участие.
В начале 1830-х годов Ланглуа сопровождал посольство маршала Мезона в Россию, где был представлен императору Николаю I и получил предложение остаться при нём в качестве адъютанта, но не принял его. Сколько времени пробыл Ланглуа в России, точно неизвестно, но в 1832 году он пропутешествовал по следам Великой Армии, собирая материалы для задуманных им грандиозных панорам «Бородино» и «Пожар Москвы», зарисовывая виды исторических местностей и типы русских людей. Первая из этих панорам, размером в 1800 квадратных метров, была открыта в 1835 году в Париже; она изображает атаку пехоты Нея и конницы Мюрата на батарею Раевского в момент смерти Коленкура (на первом плане). Вторая панорама была выставлена в 1839 году. Обе имели огромный успех. Критика называла Ланглуа «чародеем» и заявляла, что «его картинам не достает только звука битвы». Позднее был написан ещё целый ряд панорам.
1850 год Ланглуа провёл в путешествии по Египту, а с ноября 1855 по апрель 1856 находился в составе французской армии под Севастополем, зарисовывая его осаду. Здесь он занялся также фотографией.
После Крымской войны Ланглуа вышел в отставку с чином полковника, поселился близ родного Бомона в имении и здесь умер в 1870 году. Свое имение он завещал для устройства в нём дома престарелых для военных и вдов солдат, убитых на войне, а городу Кан в Нормандии — 256 своих полотен, составивших музей Ланглуа. В Бомоне Ланглуа был воздвигнут памятник.

## Судьба наследия
Творчество Жана Ланглуа очень высоко ценилось при жизни, однако его наследию выпала непростая судьба. В год смерти художника многие из его панорам были уничтожены в ходе осады пруссаками Парижа. Значительная часть коллекции музея Ланглуа в Кане погибла в 1944 году в ходе битвы за Кан, одного из наиболее кровопролитных эпизодов высадки в Нормандии. В результате музей Ланглуа в Кане был упразднён, а оставшиеся работы переданы в музей изящных искусств Кана. Многие работы Ланглуа существуют сегодня только в виде сделанных с них гравюр, черно-белых фотографий или фрагментов. И даже тот факт, что именно он, а не Франц Рубо, создал первую панораму Бородинской битвы, на сегодняшний день практически забыт.

## Галерея

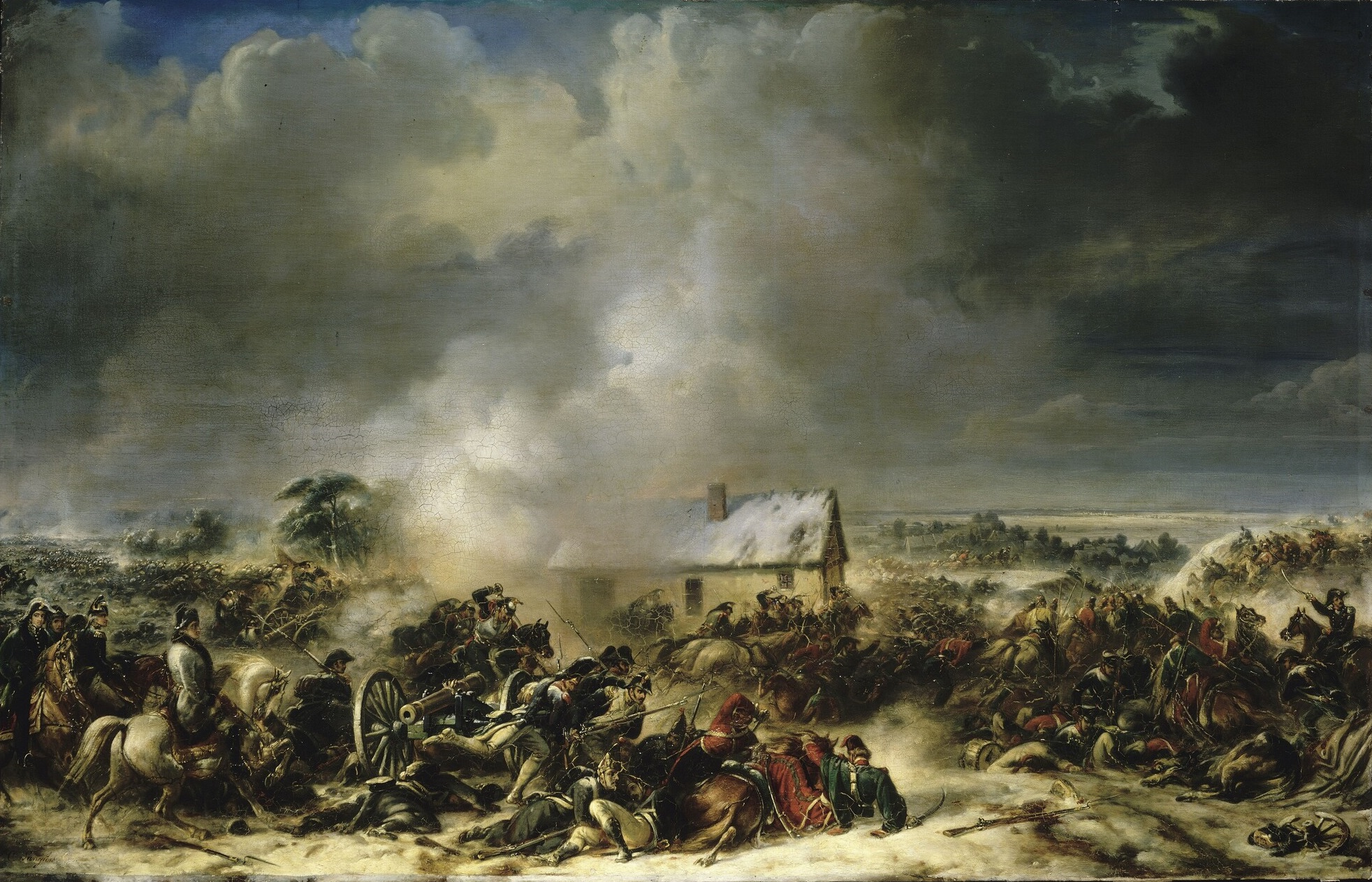
Бой при Гофе, 6 февраля 1807 года
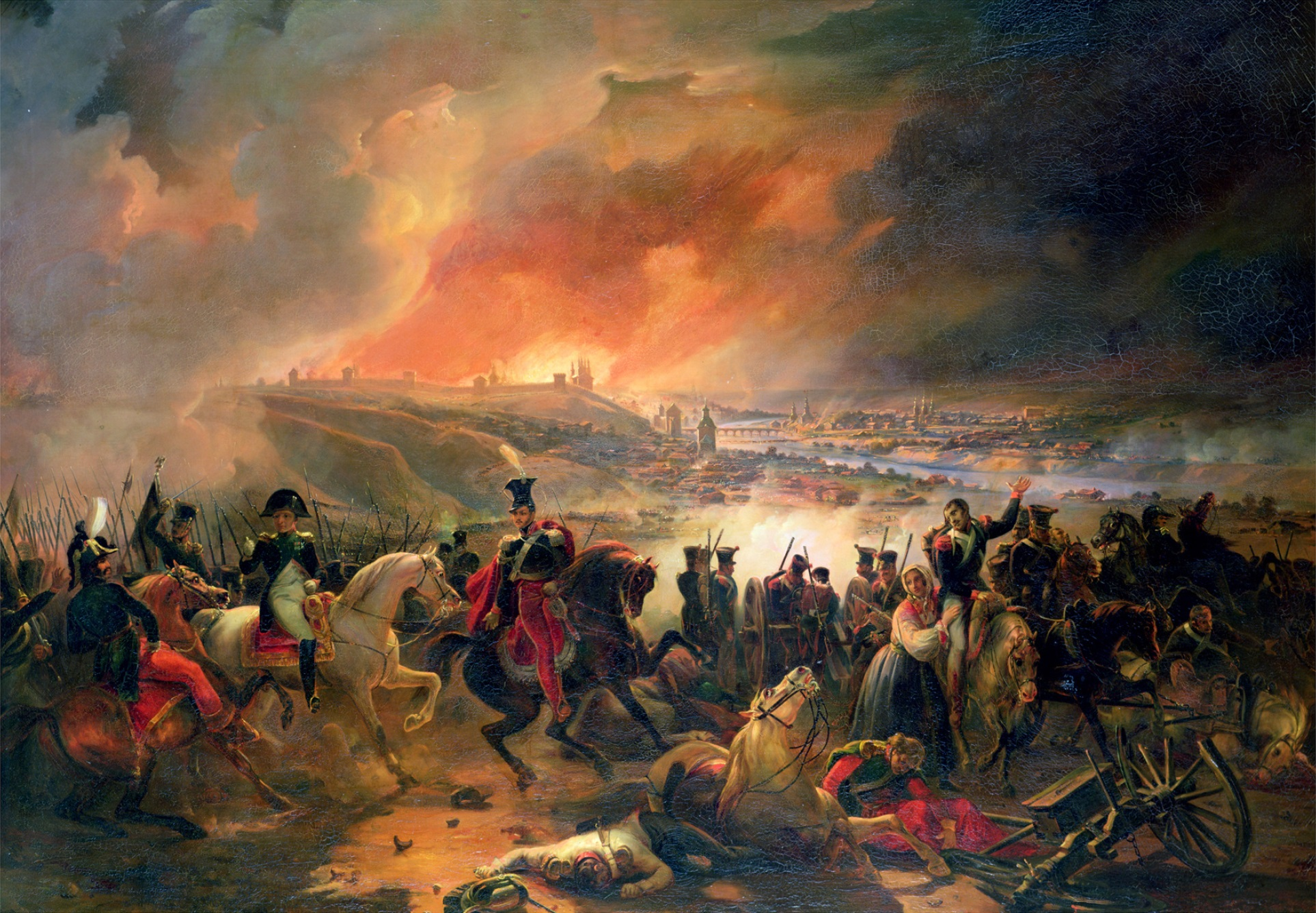
Наполеон под Смоленском
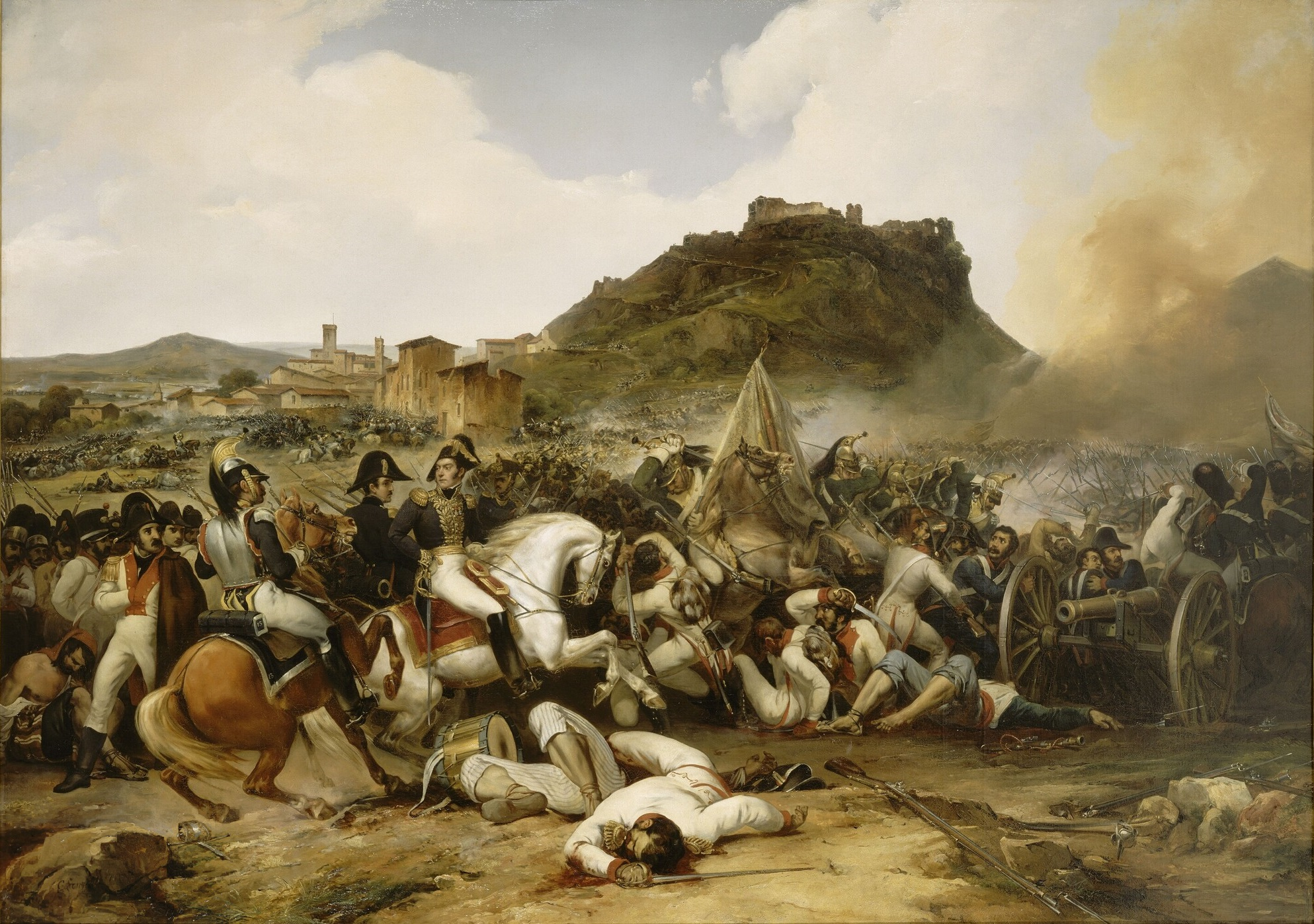
Битва при Касталье в Испании
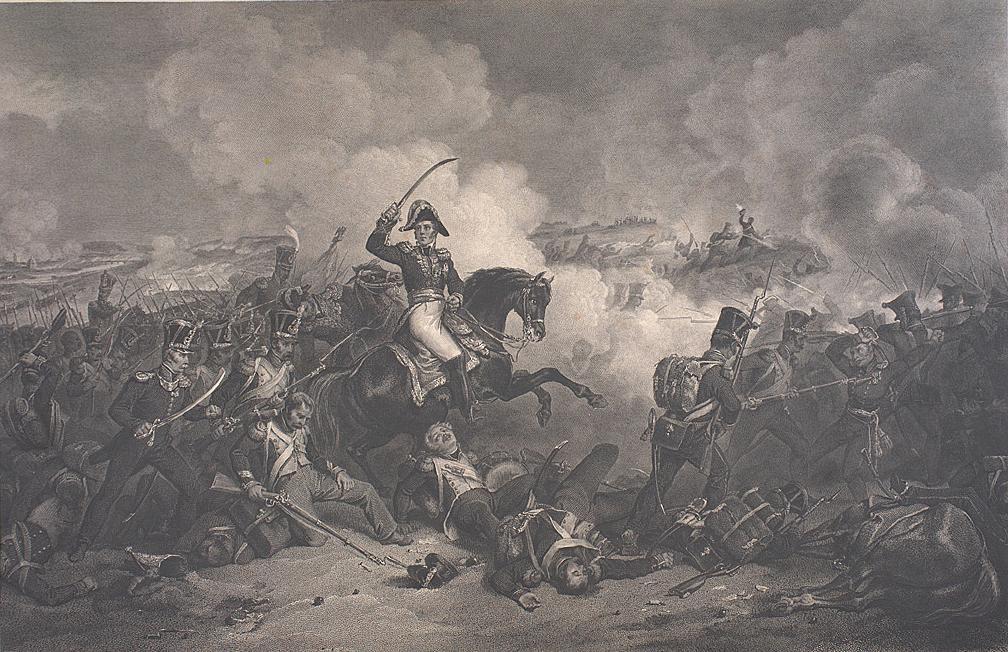
Битва при Бородино
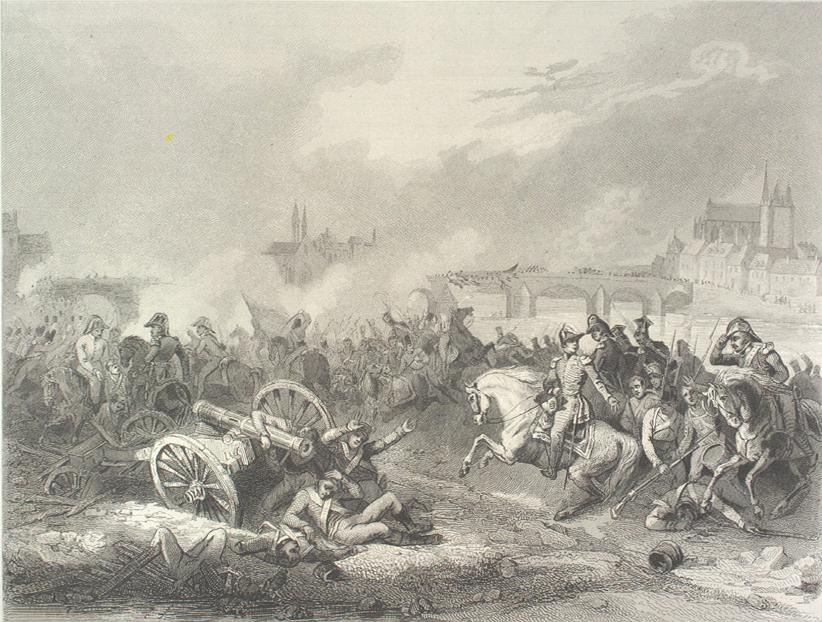
Сражение при Монтро
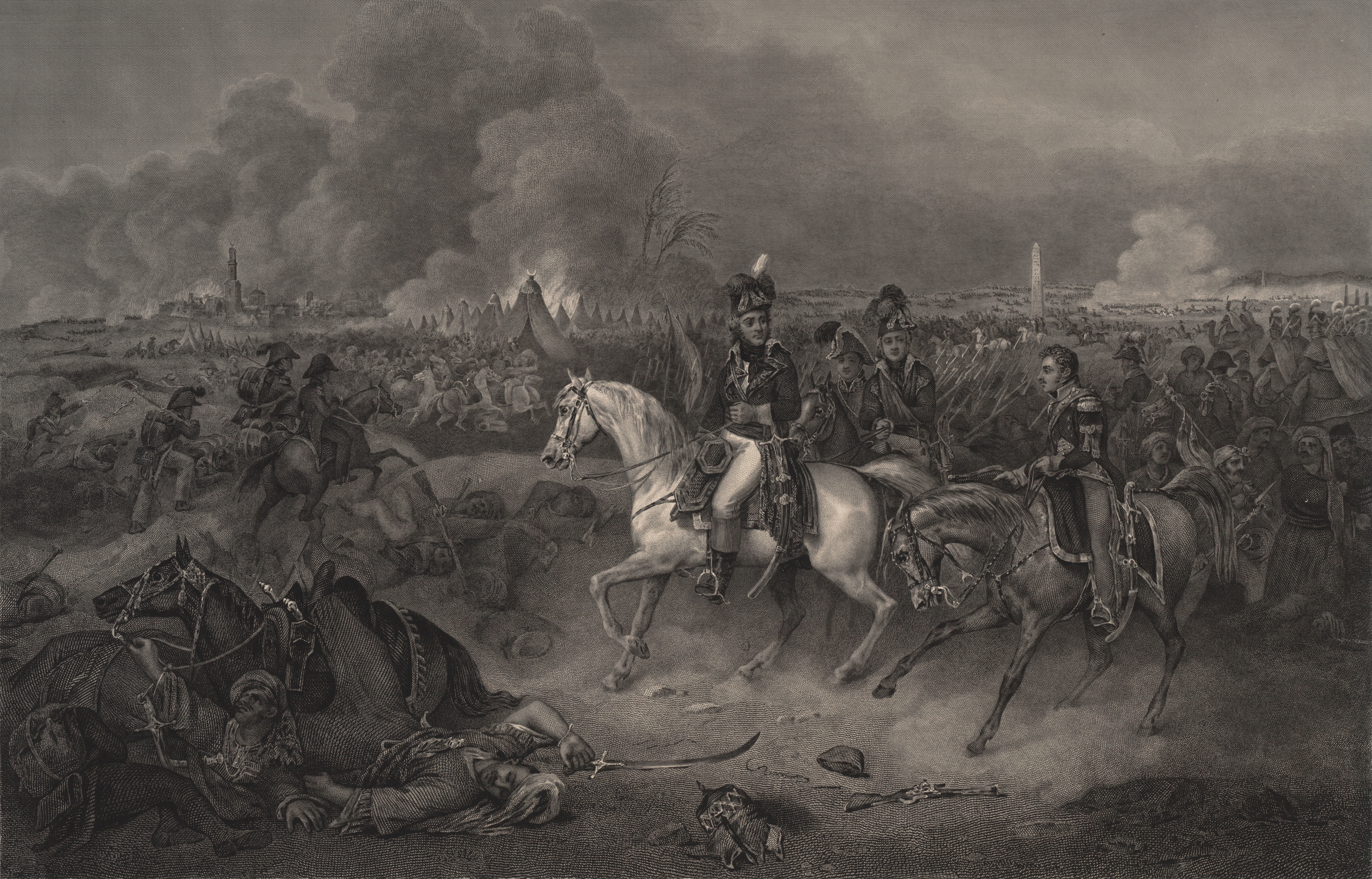
Битва при Гелиополисе
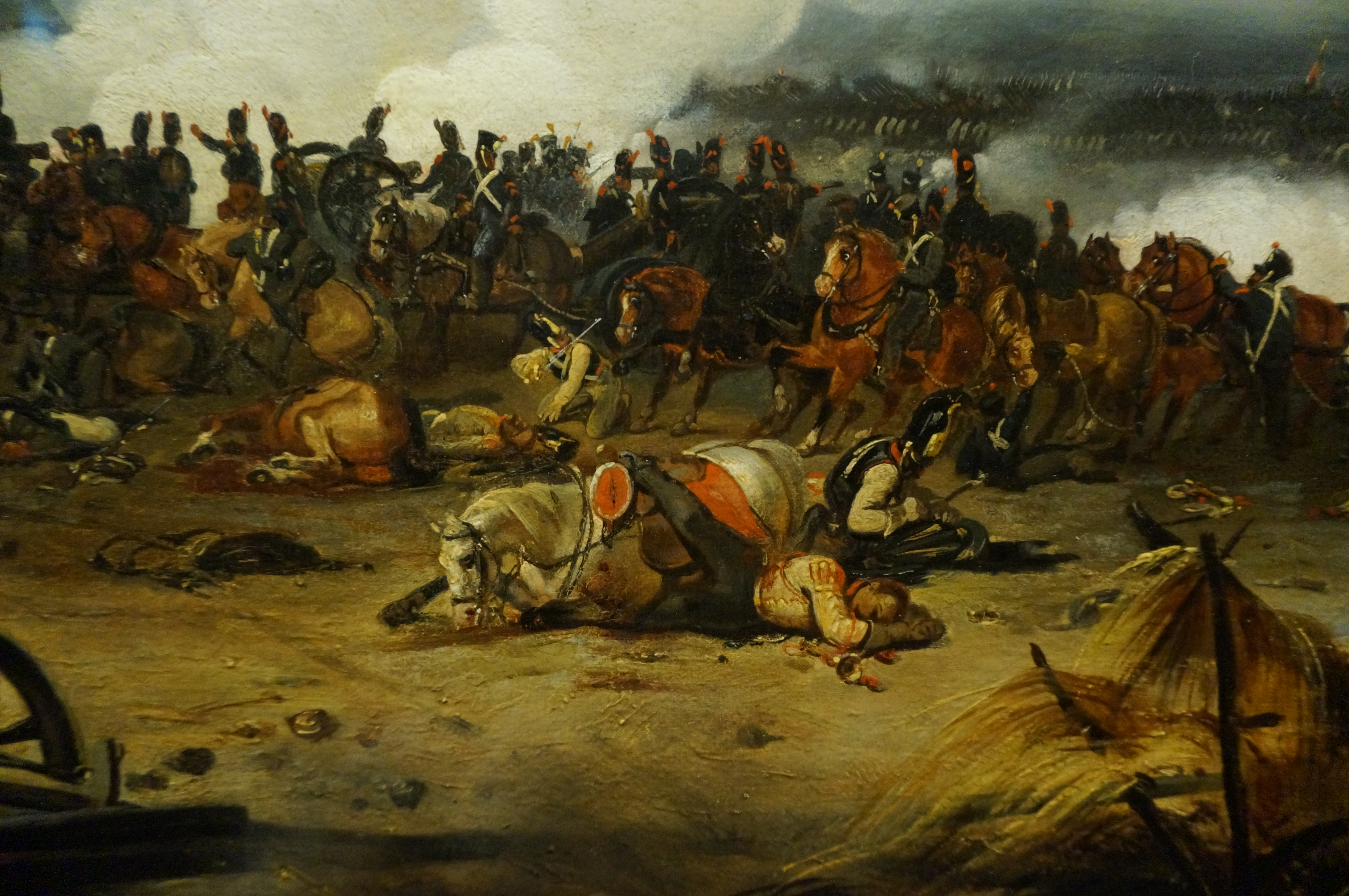
Фрагмент Бородинской панорамы
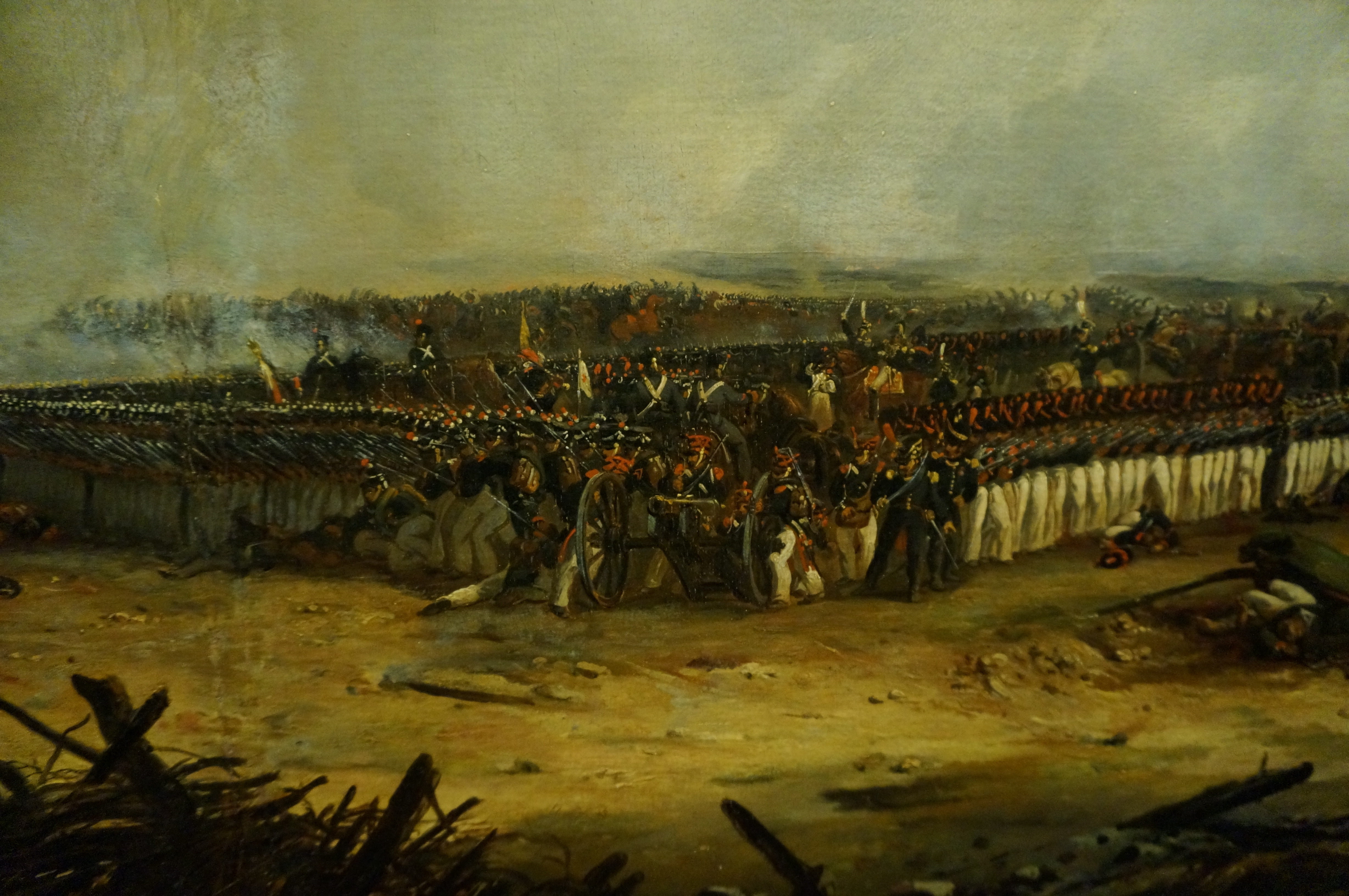
Фрагмент Бородинской панорамы
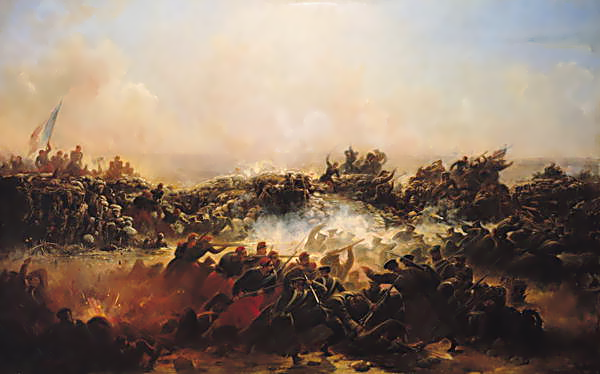
Битва за Севастополь
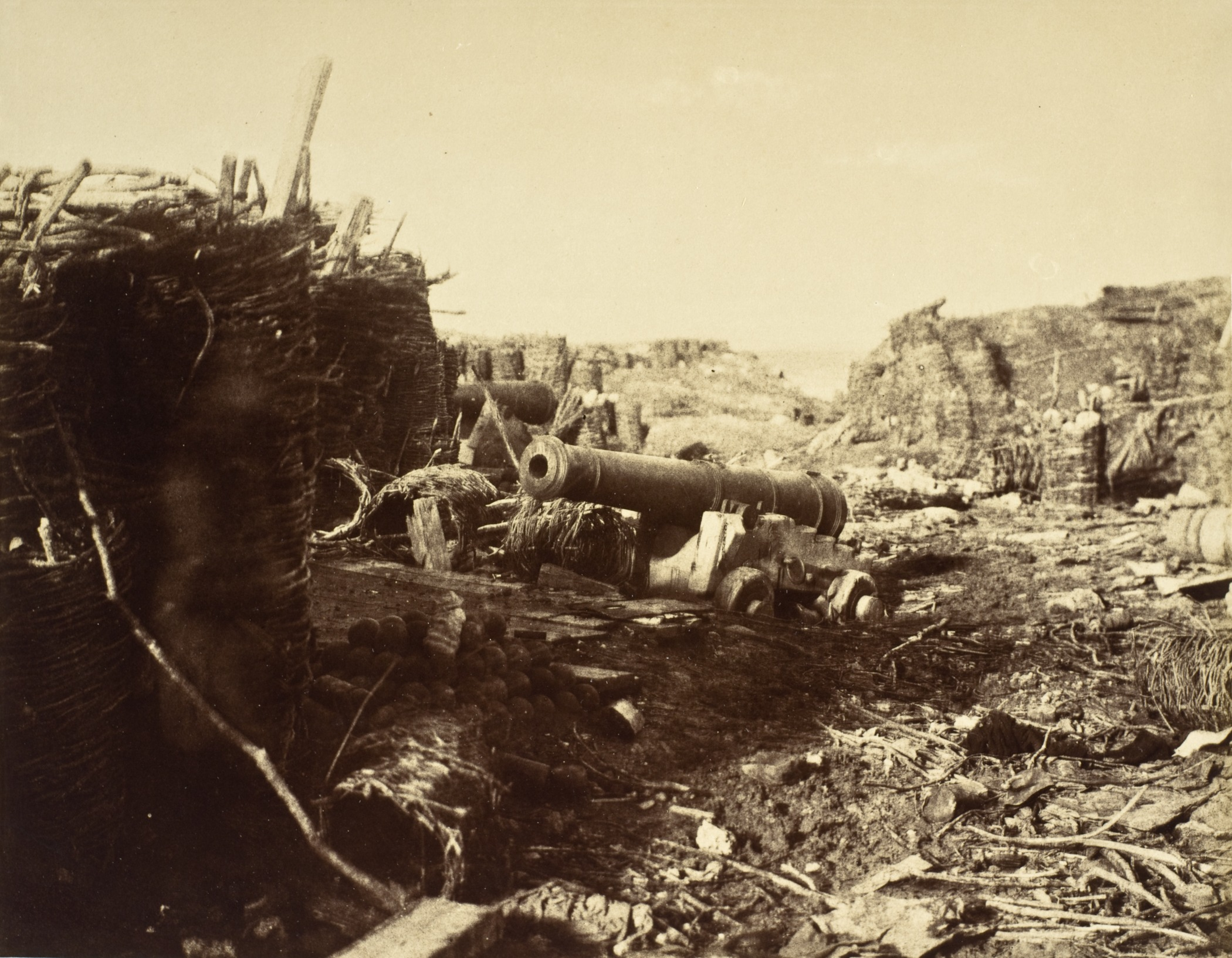
Пример фотографии Ланглуа. Крымская война